# Norliyana Kamaruddin
Norliyana Kamaruddin (* 26. März 1991 in Negeri Sembilan) ist eine malaysische Leichtathletin, die sich auf den Siebenkampf spezialisiert hat und auch im Hochsprung an den Start geht.

## Sportliche Laufbahn
Ihren ersten internationalen Wettkampf bestritt Norliyana Kamaruddin im Jahr 2008, als sie bei den Commonwealth Youth Games in Pune mit übersprungenen 1,71 m die Bronzemedaille gewann. 2017 nahm sie erstmals an den Südostasienspielen in Kuala Lumpur teil und belegte dort mit neuem Landesrekord von 5247 Punkten den vierten Platz im Siebenkampf. Im Jahr darauf erreichte sie bei den Asienspielen in Jakarta mit 4657 Punkten Rang zehn. 2019 gewann sie bei den Südostasienspielen in Capas mit 4906 Punkten die Silbermedaille im Siebenkampf hinter Philippinerin Sarah Dequinan und belegte im Hochsprung mit einer Höhe von 1,75 m den fünften Platz. 2022 steigerte sie bei den Südostasienspielen in Hanoi ihren Landesrekord auf 5262 Punkte und gewann damit die Bronzemedaille hinter der Vietnamesin Nguyễn Linh Na Sarah Dequinan von den Philippinen. Im August schied sie bei den Islamic Solidarity Games in Konya mit 14,91 s in der Vorrunde im 100-Meter-Hürdenlauf aus und gelangte im Hochsprung mit 1,73 m auf Rang sechs. Im Jahr darauf gelangte sie bei den Südostasienspielen in Phnom Penh mit 4846 Punkten auf den fünften Platz im Siebenkampf. Anschließend wurde sie bei den Asienmeisterschaften in Bangkok mit 1,75 m Zehnte im Hochsprung. Im Oktober wurde sie bei den Asienspielen in Hangzhou mit 1,65 m 13.
In den Jahren 2014, 2016 und 2022 wurde Kamaruddin Malaysische Meisterin im Siebenkampf sowie 2021 im Hochsprung. 

## Persönliche Bestleistungen
- 100 m Hürden: 14,89 s (+0,7 m/s), 16. Mai 2022 in Hanoi
- Hochsprung: 1,82 m, 27. Juli 2018 in der Ho-Chi-Minh-Stadt
- Siebenkampf: 5262 Punkte, 17. Mai 2022 in Hanoi (malaysischer Rekord)